# Fritz Görnnert

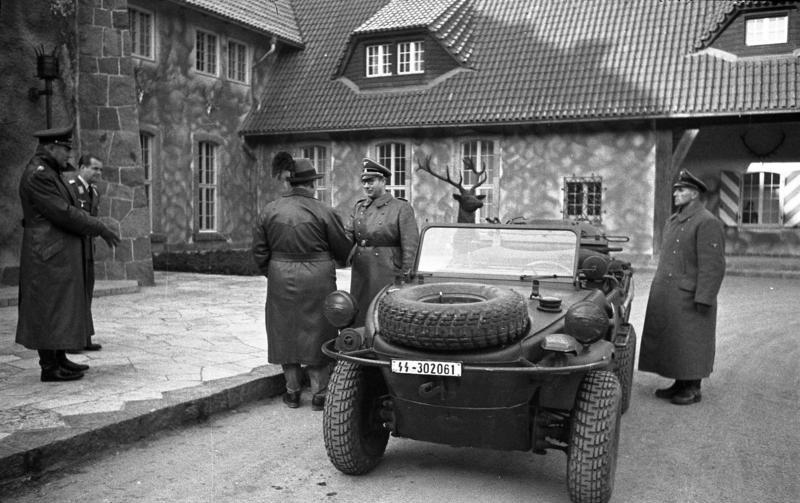
Görnnert (links) als Adjutant Görings in Carinhall (ohne Jahr)

Friedrich "Fritz" Görnnert (* 18. März 1907 in Karlsruhe; † 1. Mai 1984 ebenda) war ein deutscher Ingenieur und zur Zeit des Nationalsozialismus persönlicher Referent Hermann Görings sowie SA-Brigadeführer.

## Leben und Wirken
Fritz Görnnert absolvierte nach dem Abitur von 1928 bis 1933 ein Studium des Flugzeug- und des Maschinenbaus an der TH Karlsruhe. Während seines Studiums engagierte er sich führend beim NS-Studentenbund. Bereits zum 1. Januar 1931 war er in die NSDAP eingetreten (Mitgliedsnummer 411.588). Bald darauf wurde er Mitglied der SA, wo er zuletzt den Rang eines Brigadeführers erreichte. Nach dem Studium betätigte er sich als „Lehrer für Weltanschauung und als Stabsführer der SA-Reichsführerschule“. Im Oktober 1939 wurde er an der TH Karlsruhe zum Dr. ing. promoviert. Laut Helmut Maier war Görnnerts Dissertation mit dem Titel „Die Arbeit, eine technisch-politische Studie : Beiträge zum technischen Arbeitsbegriff“ eine „rassistisch-antisemitische Hetzschrift“ und keine „wegweisende Studie“, die aber „Rationalisierung, Taylorismus und die Wirtschaftsorganisation im NS-Staat thematisierte“. Er wurde 1941 zum Ehrenbürger der TH Karlsruhe ernannt.
Ab Januar 1937 war Görnnert Adjutant Görings. Zudem übernahm er im persönlichen Stab Görings die stellvertretende Stabsleitung und leitete dort die Abteilung I. Seine Aufgaben umfassten u. a. die Gestaltung von Görings Kontakten zur Partei, insbesondere zur Partei-Kanzlei unter der Leitung Martin Bormanns. Als Görings persönlicher Referent vertrat er diesen auch im Reichsforschungsrat. Während des Zweiten Weltkrieges war er des Weiteren im Reichsluftfahrtministerium tätig, zunächst ab April 1940 als Ministerialrat und ab Januar 1944 als Ministerialdirigent.
Nach Kriegsende befand sich Görnnert in alliierter Internierung und wurde vernommen. Für die Verteidigung des im Nürnberger Ärzteprozess angeklagten Viktor Brack gab er eine eidesstattliche Erklärung ab. Görnnert wurde 1947 aus der Internierung entlassen.
Er war mit Paula Görnnert (* 1914) verheiratet und wohnte mit seiner Familie im Karlsruher Ortsteil Rintheim, wo er fünfzehn Jahre lang ehrenamtlicher Vorsitzender des Bürgervereins Rintheim war und 1970 das Bürgerblatt ins Leben rief.

## Schriften
- Die Arbeit, eine technisch-politische Studie : Beiträge zum technischen Arbeitsbegriff. Karlsruhe, Universität, Diss., 12. Dezember 1939. WorldCat